# Дичев, Даниэль
Даниэль Дичев (род. 12 июля 1991, Сливен) — болгарский самбист и дзюдоист, чемпион и призёр чемпионатов Болгарии по дзюдо среди юниоров, чемпион Болгарии по дзюдо среди молодёжи, 6-кратный чемпион Болгарии по дзюдо, бронзовый призёр чемпионата Балканских стран по дзюдо 2009 года, серебряный призёр первенства Европы по самбо среди юниоров 2009 года, чемпион мира по самбо среди юниоров 2009 года, бронзовый призёр этапа Кубка мира по самбо 2014 года (Бургас), серебряный призёр чемпионата Европы по самбо 2013 года, бронзовый призёр чемпионата мира по самбо 2013 года. По самбо выступал в полутяжёлой (до 100 кг) весовой категории.